# 膠體電池
膠體電池是鉛酸電池的一種分類。
其方法是在硫酸中添加膠凝劑，使硫酸電液變為膠態。電池液呈膠態的電池通常稱之為膠體電池。
膠體電池與常規鉛酸電池的區別，從最初理解的電解質膠凝，進一步發展至電解質基礎結構的電化學特性研究，由於放電曲線穩定，自放電率低，使其能量和功率要比常規鉛酸電池大約20%以上，壽命一般也是常規鉛酸電池長1.5倍左右，耐高温及低温特性更是要好得多。
然而膠體電池，一開始並不廣於民用，而是以軍用居多，因為其特性在戰場及軍用設備上的表現優於常規鉛酸電池，近年來，因商用需求增加，才使得膠體電池越來越貼近民眾